# Volodymyr Onyščenko
Volodymyr Ivanovyč Onyščenko (in ucraino Володимир Іванович Онищенко?; in russo Владимир Иванович Онищенко?, Vladimir Ivanovič Oniščenko; Stečanka, 28 ottobre 1949) è un allenatore di calcio ed ex calciatore sovietico dal 1991 ucraino, di ruolo attaccante.

## Carriera

### Club
Durante la sua carriera ha giocato solo con Dinamo Kiev e Zorja. Ha siglato una doppietta nella finale di Coppa delle Coppe del 1975 giocata contro gli ungheresi del Ferencvaros.

### Nazionale
Conta 44 presenze e 11 reti con la Nazionale sovietica.

### Allenatore
Nel 1995 è stato allenatore della prima squadra della Dinamo Kiev.

## Palmarès

### Giocatore

#### Club
- Campionato sovietico: 5

Dinamo Kiev: 1971, 1974, 1975, 1977
Zorja: 1972
- Coppa dell'URSS: 2

Dinamo Kiev: 1974, 1978
- Coppa delle Coppe: 1

Dinamo Kiev: 1974-1975
- Supercoppa UEFA: 1

Dinamo Kiev: 1975

#### Nazionale
- Bronzo olimpico: 2

Monaco di Baviera 1972, Montréal 1976